# Down Among the Deadmen
Down Among the Deadmen è il terzo album in studio del gruppo musicale epic metal statunitense Slough Feg che lo ha pubblicato nel 2000 col nome "The Lord Weird Slough Feg".

## Il disco
Il disco, prodotto dalla band, è uscito in formato CD in versione standard e in edizione limitata in digipack, entrambe pubblicate della Dragonheart Records e distribuite attraverso la SPV. Questo è il primo album in studio registrato dal gruppo con due chitarristi e segna il loro passaggio definitivo ad un quartetto. Rispetto alle altre, la canzone Death Machine è stata incisa in uno studio differente con il bassista Jim Mack ed è stata registrata e mixata da Justin Phelps, il quale aveva suonato il basso sul primo disco.
La copertina, come avvenuto anche per l'album precedente, è stata disegnata da Erol Otus. Il brano Warriors Dawn fa parte della colonna sonora del gioco Brütal Legend del 2009.
Nel 2013 è stato ristampato da Metal Blade Records per il cofanetto contenente anche Twilight of the Idols e Traveller.

## Tracce
Testi e musiche di Mike Scalzi eccetto dove indicato.
1. Sky Chariots – 4:50 (musica: Mike Scalzi, John Cobbett)
2. Walls of Shame – 4:31
3. Warriors Dawn – 6:03 (musica: Mike Scalzi, Greg Haa)
4. Beast in the Broch – 1:46 – strumentale
5. Heavy Metal Monk – 2:43
6. Fergus mac Roich – 1:35
7. Cauldron of Blood – 5:44
8. Troll Pack – 3:02
9. Traders and Gunboats – 4:09 (musica: Mike Scalzi, John Cobbett)
10. Psionic Illuminations – 4:35
11. Marauder – 3:35
12. High Season – 3:26 (musica: Mike Scalzi, Greg Haa)
13. Death Machine – 4:27 (musica: Mike Scalzi, John Cobbett)

## Formazione
- Mike Scalzi - voce, chitarra
- Jon Torres - basso (tranne traccia 13)
- Jim Mack - basso (traccia 13)
- John Cobbett - chitarra
- Greg Haa - batteria